# MBDA
MBDA – europejski koncern zbrojeniowy specjalizujący się w produkcji broni rakietowej. Koncern powstał w 2001 roku z połączenia Aérospatiale-Matra Missiles (EADS), działu rakietowego Alenia Marconi Systems oraz Matra BAe Dynamics. W 2003 roku koncern zatrudniał 10 000 pracowników, a w 2005 roku jego przychody osiągnęły €3 mld.

## Znane produkty
- pociski rakietowe powietrze-powietrze:
  - AIM-132 ASRAAM – krótkiego zasięgu, samonaprowadzanie na podczerwień;
  - Meteor – długiego zasięgu, samonaprowadzanie radarowe;
  - MICA – samonaprowadzanie radarowe i na podczerwień;
- Pociski rakietowe woda-powietrze:
  - Mistral
  - Eurosam Aster – średniego i krótkiego zasięgu, w wersjach lądowych i morskich
  - Aspide
  - Rapier
  - Sea Wolf
- Pociski rakietowe powietrze-woda:
  - Apache i pochodne, jak np. Storm Shadow/SCALP-EG
  - AS.30 samonaprowadzający się laserowo
  - kierowane pociski PGM 500(inne języki) oraz PGM 2000
- Pociski rakietowe woda-woda:
  - Exocet
  - Otomat/Teseo(inne języki)
  - Marte
- Przeciwpancerne pociski kierowane:
  - MILAN
  - Trigat
  - ERYX – krótkiego zasięgu
  - Brimstone ATGM
  - HOT
  - Akeron MP[1]
- Systemy
  - Spada
  - Eurosam SAMP/T
  - System rakietowy PAAMS składający się z:
    - UKAMS PAAMS(S)
    - Eurosam PAAMS(E)

  - Eurosam SAAM-IT
  - Eurosam SAAM-FR
  - EMADS CAMM/CAMM-ER